# 에르쿨레스 CF
에르쿨레스 CF(스페인어: Hércules Club de Fútbol)는 스페인 발렌시아 지방의 알리칸테를 연고로 하는 축구 클럽이다. 현재 프리메라 페데라시온에 참가하고 있다.
2009–10 시즌 세군다 디비시온에서 2위를 차지하면서 라 리가로 승격되었다. 한때 프랑스의 스트라이커 다비드 트레제게를 영입하면서 관심을 모았지만 2010-11 시즌에서 19위를 차지하면서 승격한 지 불과 1년 만에 다시 세군다 디비시온으로 강등되고 만다. 현재는 4부 리그에 머물러 있다.

## 선수 명단

### 현역
참고: FIFA 자격 규정에 따라 소속된 국가대표팀 국기를 표시합니다. 선수는 복수의 FIFA 비회원국 국적을 가지고 있을 수 있습니다.
| 번호 | 포지션 | 국적 | 이름              |
| ---- | ------ | ---- | ----------------- |
| 9    | FW     |      | 아구스틴 코스시아 |

| 번호 | 포지션 | 국적 | 이름 |
| ---- | ------ | ---- | ---- |

## 역대 감독
| 감독                  | 임기      |
| --------------------- | --------- |
| 호세 이라라고리       | 1955~1956 |
| 푸슈카시 페렌츠       | 1966~1967 |
| 안토니 라마예츠       | 1968      |
| 세사르 로드리게스     | 1969~1970 |
| 이그나시오 에이사기레 | 1971~1972 |
| 컬마르 예뇌           | 1972~1973 |
| 파키토 가르시아       | 1982      |
| 호세 보르달라스       | 2006      |
| 안도니 고이코에체아   | 2007~2008 |
| 슬라비샤 요카노비치   | 2014      |
| 루벤 토레시야         | 2024 ~    |